# Thomas Blank (Künstler)

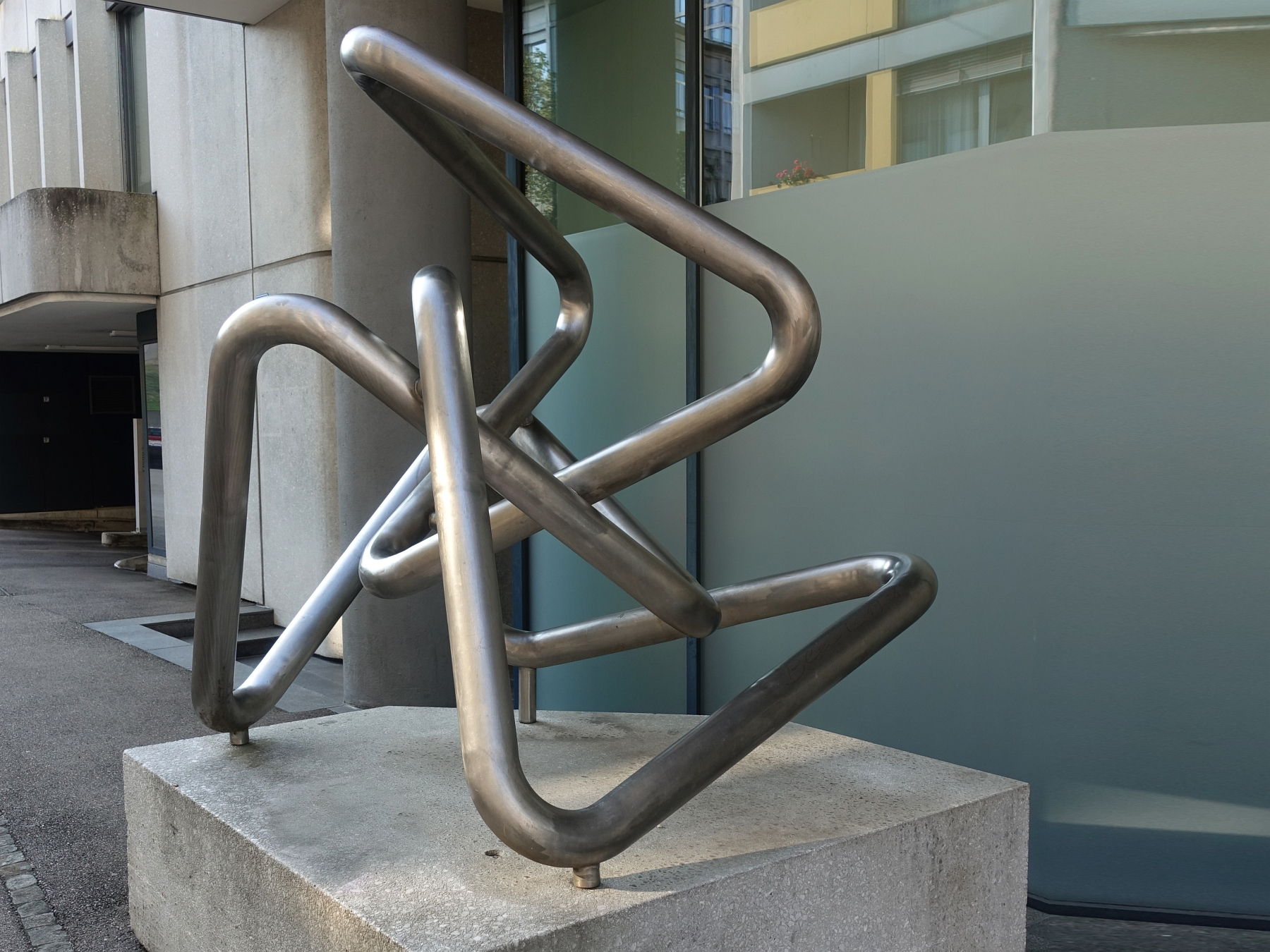
Metallpastik 1978, Deltoeder. Kirschgartenstrasse-Sterngasse, Basel

Thomas Blank (* 22. September 1933 in Lörrach; † 2. Januar 2013 in Basel; heimatberechtigt in Starrkirch und Wil) war ein Schweizer Zeichner und Metall-Plastiker.

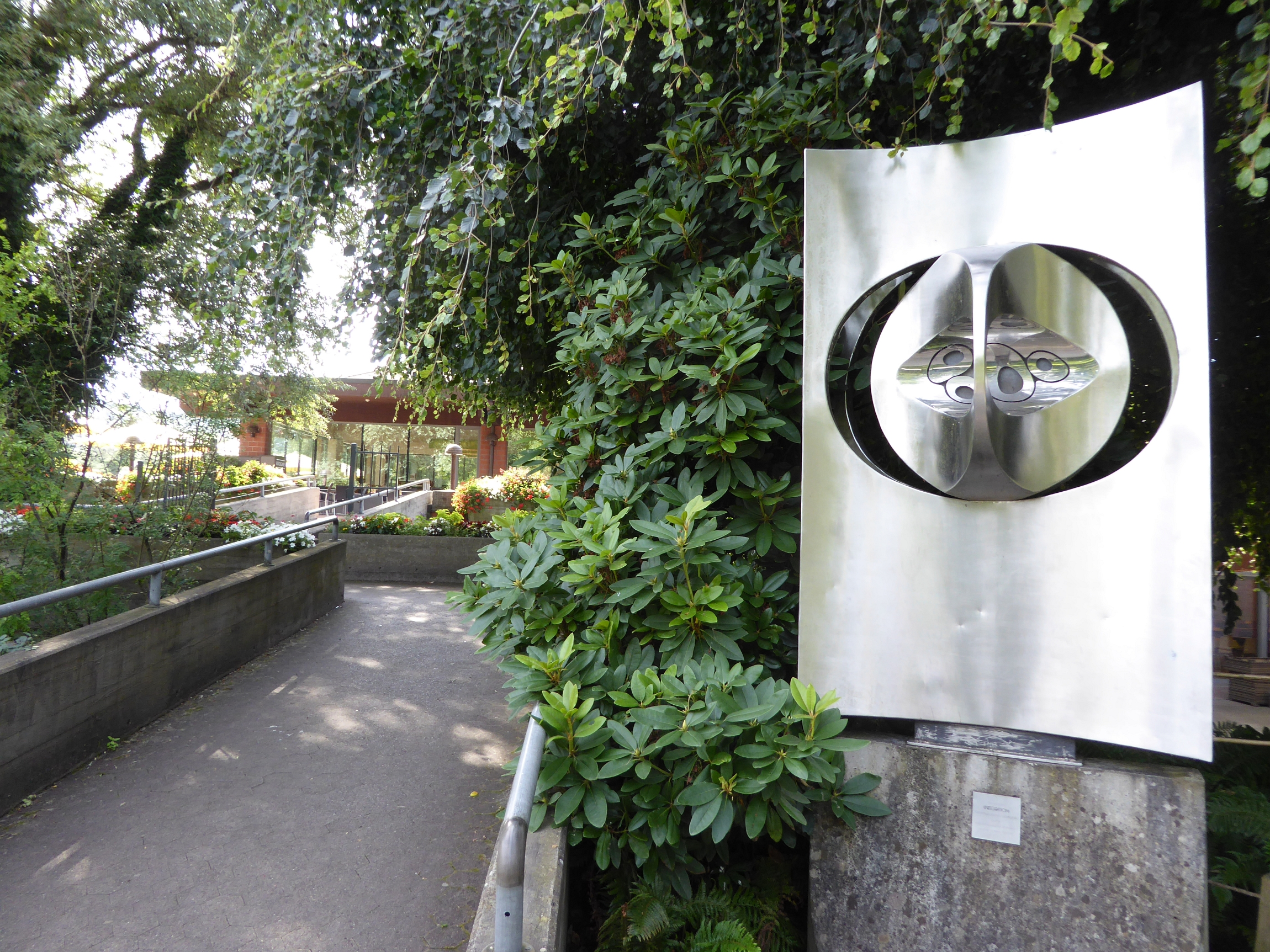
Metallpastik Integration, 1980. Park im Grünen / Grün 80.

## Leben und Werk
Thomas Blank war der zweitjüngste Sohn des Alfons und der Hildegard, geborene Zumkeller. Er wuchs in Dornach auf, wo sein Vater ab 1932 als Inhaber der Produktionsfirma «Decor AG» für Holzspielwaren tätig war.
Blank besuchte die Rudolf-Steiner-Schule und anschliessend für fünf Jahre die Allgemeinen Gewerbeschule Basel, davon vier Jahre die Goldschmiedeklasse. Er hatte in dieser Zeit häufig Kontakt zu dem Modezeichner Jean-Pierre Beley und dem Dekorateur Jean Tinguely. Später arbeitete Blank als Ziseleur in der väterlichen Firma. Blank war zudem Hobby-Taucher und in der Folge als Unterwasser-Schweisstechniker tätig. So arbeitete er von 1958 bis 1960 in Paris, später am Genfersee, für die Basler «Hardwasser AG» und anschliessend an der Nord- und Ostseeküste.
Blank kehrte 1964 nach Basel zurück und bezog ein eigenes Atelier an der Colmarstrasse. Später hatte er sein Atelier im Gundeldinger-Quartier.
Blank war in erster Ehe mit Madeleine, geborene Bosch, in zweiter Ehe mit Marianne, geborene Studer verheiratet.

## Website
- Blank, Thomas. In: Sikart (Stand 2020).
- Thomas Blank In: Artnet